# پادشاهی یهودا
پادشاهی یهودا ( عبری: מַמְלֶכֶת יְהוּדָה مملکت یهودا ) پادشاهی جنوبی اسرائیل بعد از تجزیه پادشاهی اسرائیل (پادشاهی متحد) پس از مرگ سلیمان بود. زمان آغاز آن در حدود قرن ۹ قبل از میلاد است. پادشاهی یهودا با پادشاهی آشوریان روابط خوبی داشت و به واسطه تجارت با آنان بسیار ثروتمند شد؛ ولیکن در سال ۶۰۹ قبل از میلاد پادشاهی آشوریان نابود شد و پادشاهی بابلیان جایگزین آن شد. بابلیان بین سالهای ۵۹۷ تا ۵۸۲ قبل از میلاد به یهودا حمله کردند و سرزمین آن‌ها را نابود کرده و اشرافیان آن را به اسارت در بابل بردند.

## در کتاب مقدس
بر اساس کتاب مقدس پادشاهی یهودا بعد از فروپاشی پادشاهی اسرائیل (پادشاهی متحد) شکل گرفت. پادشاهی متحد از سال ۱۰۲۰ قبل از میلاد تا ۹۳۰ قبل از میلاد وجود داشت. وقتی ده قبیله حاضر نشدند پسر سلیمان، رِحُبُعام، را به پادشاهی قبول کنند و تنها دو قبیله یهودا و بنیامین به او وفادار ماندند، پادشاهی متحد به دو بخش شمالی (تحت تسلط آن ده قبیله) و جنوبی (تحت تسلط یهودا و بنیامین) تقسیم شد. دو پادشاهی به صورت همسایه یکدیگر وجود داشتند تا اینکه پادشاهی شمالی اسرائیل توسط آشوریان در سال ۷۲۲ نابود شد و تنها پادشاهی یهودا باقی ماند.
بر اساس کتاب مقدس تمامی پادشاهان اسرائیل و یهودا «خوب» نبودند زیرا موفق نشدند تنها پرستش یهوه را باقی بگذارند. حزقیا (۷۲۷ تا ۶۹۸ قبل از میلاد) پادشاهی خوب بود که که پرستش بعل و اشیره را ممنوع کرد؛ ولیکن جانشین او مناسه (۶۹۸ تا ۶۴۲ قبل از میلاد) و آمون (۶۴۲ تا ۶۴۰ قبل از میلاد) دوباره به بت‌پرستان اجازه پرستش دادند که باعث خشم یهوه شد. یوشیا به پرستش یهوه بازگشت، ولیکن این بازگشت دیگر بسیار دیر بود و یهوه تصمیم گرفته بود که اجازه دهد بابلیان قوم یهود را به اسارت در بابل ببرند.
آخرین پادشاه یهودا یهویاکیم بود که در ابتدا به بابلیان خراج می‌پرداخت. بعد از شکست بابلیان در جنگ با مصر در سال ۶۰۱ قبل از میلاد، پرداخت خراج به بابل قطع گردید. بابلیان عصبانی شده و در سال ۵۹۹ قبل از میلاد اورشلیم را محاصره کردند. یهویاکیم در حین محاصره از دنیا رفت و پسرش یکونیاه که تنها هشت یا هجده سال داشت پادشاه شد. شهر اورشلیم سه ماه بعد در ۲ آذار ۵۹۷ قبل از میلاد سقوط کرد. نبوکدنصر هم اورشلیم و هم معبد سلیمان را تخریب کرد و یهودیان را به بابل تبعید نمود. نبوکدنصر صدقیا برادر یهویاکیم را به عنوان پادشاه منصوب کرد. برخلاف توصیه حزقیال نبی، صدقیا تصمیم به شورش علیه نبوکدنصر گرفت و پرداخت خراج را متوقف کرد. نبوکدنصر بار دیگر به اورشلیم حمله کرده و اینبار تمامی شهر و معبد سلیمان را به صورت کامل نابود کرد. تا سال ۵۸۶ قبل از میلاد پادشاهی یهودا تقریباً از بین رفته بود و در وضعیت بسیار بد اقتصادی و معیشتی بود. در این زمان اورشلیم خالی از سکنه شد و بابل مرکز اصلی تجارت در آن منطقه گردید. بابلیان شهری جدید به نام مصفه (מצפה/Mizpah) ایجاد کردند که مرکز استان یهودا شد.

## بازگشایی تحت حکومت هخامنشیان
در سال ۵۳۹ قبل از میلاد کوروش هخامنشی به بابل حمله کرد و بابلیان را شکست داد. او یهودیان را آزاد کرد و اجازه بازگشت به اورشلیم و بازسازی آن را داد. ساخت معبد دوم اورشلیم به دستور کوروش آغاز شد و پس از وقفه ای نسبتاً طولانی در زمان داریوش بزرگ تکمیل گردید. استان یهودا تحت سلطه هخامنشیان بسیار ثروتمند و قدرتمند شد تا اینکه حکومت هخامنشیان به دست اسکندر مقدونی سقوط کرد.

## جستار های وابسته
- یهودیان
- حاکمیت قوم یهود بر سرزمین فلسطین

## توضیحات
1. 1 2  Grabbe, Lester L. , ed. (2008). Israel in Transition: From Late Bronze II to Iron IIa (c. 1250–850 B.C.E.). T&T Clark International. pp. 225–6. ISBN 978-0-567-02726-9. {{cite book}}: |first= has generic name (help)
2. 1 2  Lehman in Vaughn, Andrew G.; Killebrew, Ann E. , eds. (1992). Jerusalem in Bible and Archaeology: The First Temple Period. Sheffield. p. 149. {{cite book}}: |first2= has generic name (help)